# ツーソン (原子力潜水艦)
|          |                                            |
| 艦歴     |                                            |
| 発注     | 1988年6月10日                              |
| 起工     | 1991年8月15日                              |
| 進水     | 1994年3月20日                              |
| 就役     | 1995年8月18日                              |
| その後   | 就役中                                     |
| 母港     | ハワイ州真珠湾                             |
| 性能諸元 |                                            |
| 排水量   | 満載：6,927 トン、 基準：6,000 トン        |
| 全長     | 110.3 m (362 ft)                           |
| 全幅     | 10 m (33 ft)                               |
| 喫水     | 9.4 m (31 ft)                              |
| 最大速   | 水上25 kt (46 km/h)、 水中30+ kt (56 km/h) |
| 潜行深度 | 470-500m                                   |
| 機関     | S6G reactor 1基                            |
| 乗員     | 士官12名、兵員98名                         |
| 兵装     |                                            |
| モットー |                                            |
|          |                                            |

ツーソン(USS Tucson, SSN-770)は、アメリカ海軍のロサンゼルス級原子力潜水艦59番艦。艦名はアリゾナ州ツーソンに因んで命名された。この名を持つ艦としてはアトランタ級軽巡洋艦「ツーソン」以来2隻目。

## 艦歴
ツーソンの建造は1988年6月10日にバージニア州ニューポート・ニューズのニューポート・ニューズ造船所に発注され、1991年8月15日に起工した。1994年3月20日にダイアン・C・ケント夫人によって命名、進水した。
当初は1995年8月18日の就役予定であったが、ハリケーン・フェリックスがバージニア沿岸に到来し、海軍はハリケーン上陸に備えて、艦艇の被害を防ぐために艦隊を出港させた。「ツーソン」はハリケーン上陸予測が変わった場合、最後に出港することになっていた。結局ハリケーンは上陸しなかったが、ツーソンは8月18日には航海途中にあった。帰港の途中に就役式典は9月9日に行われることが直ちに決定された。就役式典で艦長のデュアン・M・ベイカー中佐は、これからの二時間は公式には8月18日であると宣言した。
1996年6月、「ツーソン」はニューポート・ニューズで係留中に「ジリランド (USNS Gilliland, T-AKR-298)」と衝突した。突然の暴風は係留されていた「ジリランド」を押し流して、「ツーソン」及び他の駆逐艦に衝突させ湾を横断させた。駆逐艦は大きく損傷したが、「ツーソン」の損傷は外殻部分の軽微なものであり、BRA-34 アンテナ一基が破壊された。
1996年9月から1996年10月まで「ツーソン」は母港を変更した。「ツーソン」はノーフォークを出航しパナマ運河を通過、カリフォルニア州サンディエゴに5日間停泊した。アリゾナ州「ツーソン」からの訪問者たちが三度に分かれて「ツーソン」に乗艦、短い巡航が行われた。サンディエゴへの訪問後、「ツーソン」は巡航を続け真珠湾に到着した。
1997年2月に最初の西太平洋配備が行われた。配備の直前、国際連合とイラクとの間で対立が緊迫していた。イラク政府は国際連合大量破壊兵器廃棄特別委員会の査察を妨害した。「ツーソン」はペルシャ湾に展開した後、8月に真珠湾に帰還した。PBSによるシリーズ「Nova」のエピソード「Battlegroups」が撮影されたのはこの期間中のことである。
2004年5月19日に「ツーソン」は西太平洋配備に向けて出航した。